# Anna Le Moine
Anna Le Moine, també coneguda com a Anna Svärd-Le Moine o Anna Bergström, (Sveg, Suècia, 30 d'octubre de 1973) és una jugadora de cúrling sueca, guanyadora de dues medalles olímpiques d'or.
En els Jocs Olímpics d'Hivern de 2006 realitzats a Torí (Itàlia) guanyà la medalla d'or en la prova femenina, títol que repetí en els Jocs Olímpics d'Hivern de 2010 realitzats a Vancouver (Canadà). Al llarg de la seva carrera ha guanyat 3 medalles en el Campionat del Món de cúrling, destacant les medalles d'or aconseguides el 2005 i 2006.